# Leporinus wolfei
Leporinus wolfei és una espècie de peix de la família dels anostòmids i de l'ordre dels caraciformes.

## Morfologia
- Els mascles poden assolir 30 cm de llargària total.[4][5]

## Hàbitat
Viu en zones de clima tropical entre 23 °C - 28 °C de temperatura.

## Distribució geogràfica
Es troba a Sud-amèrica: conques dels rius Ucayali i Amazones al Perú.